# Quake III Arena
Pour les articles homonymes, voir Quake (homonymie).
Quake III Arena est un jeu vidéo de tir à la première personne développé par id Software et publié par Activision sur PC le 2 décembre 1999. Le jeu a également été publié sur Linux, sur Macintosh, sur Dreamcast, sur PlayStation 2 (nommé Quake III Revolution sur cette plateforme) et sur Xbox Live Arcade.
Quake III se déroule dans un univers de science-fiction dans lequel le joueur incarne un combattant participant à un tournoi de combats à mort. Comme Unreal Tournament, il se distingue des jeux de tir classiques en proposant un mode solo centré sur des affrontements contre des bots et en proposant un système de jeu se focalisant sur le multijoueur.
À sa sortie, le jeu est bien accueilli par les critiques et il parvient à s’imposer comme un des meilleurs jeux d’un genre pourtant très compétitif.
Après la sortie du jeu, id Software développe une extension destinée à combler les lacunes du jeu dans le domaine des matchs par équipe. Celle-ci est baptisée Quake III Team Arena et est publiée le 15 décembre 2001. Le studio se concentre ensuite sur le développement d’une nouvelle génération de moteur graphique, l’id Tech 4, qui sera plus tard utilisé pour le développement de Quake 4.

## Description

### Synopsis
Quake III, contrairement aux deux précédents opus de la série, est axé entièrement sur le multijoueur et ne contient aucune histoire. Il met simplement en scène des combattants enlevés à leur environnement par une race mystérieuse, les Vadrigar (visible uniquement sur PS2, le boss de fin). Cette race a créé l'« Arena Eternal », une série d'arènes plus ou moins larges dans lesquels les personnages doivent combattre les autres personnages jusqu'à la mort. Une fois mort, le frag est comptabilisé et le personnage réapparait quelques secondes après, dépouillé de ses armes et munitions accumulées.
Il existe cependant un mode de jeu en solo, mais qui simule le jeu multijoueur en utilisant des bots à la place d'autres joueurs réels.

### Personnages
Les personnages jouables en gras étaient déjà apparus dans la série Quake ou sur la série-sœur d'id-Sofware, Doom.
- Anarki
- Angel
- Biker
- Bitterman
- Bones
- Cadaver
- Crash
- Daemia
- Doom
- Gorre
- Grunt
- Hossman
- Hunter
- Keel
- Klesk
- Lucy
- Major
- Mynx
- Orbb
- Patriot
- Phobos
- Ranger
- Razor
- Sarge
- Slash
- Sorlag
- Stripe
- Tank Jr.
- Uriel
- Visor
- Wrack
- Xaero

## Système de jeu
Quake III Arena est un jeu de tir à la première personne se focalisant sur des affrontements entre combattants dans des arènes prévues à cet effet.
Les caractéristiques notables de Quake III Arena comprennent un design minimaliste, des éléments et fonctionnalités rarement utilisés auparavant, notamment la grande possibilité de paramétrage pour le joueur telles que le champ de vision (en), le détail des textures et des modèles ennemis, ainsi que des fonctionnalités de mouvement avancées telles que le strafe-jumping et le rocket-jumping.

### Équipement
Au début d’un match standard, chaque joueur dispose de deux armes : le machine gun (mitraillette) et le gauntlet (gantelet électrique), ce dernier étant une sorte de tronçonneuse électrifiée destinée à combattre au corps à corps.
En explorant l’arène, le joueur peut récupérer d’autres types d’armes à feu ou à énergie plus ou moins puissantes ; la plupart d’entre elles étaient déjà présentes dans le jeu Quake II ou dérivées de celles de Quake. Les joueurs peuvent ainsi s’armer (dans l'ordre) du shotgun (fusil à pompe), du grenade launcher (lance grenade), du rocket launcher (lance roquette), du railgun (canon électrique), du lightning gun (lance éclairs), du plasma gun (fusil à plasma) et du BFG 10K (en), une sorte de lance roquette/plasma surpuissant disposant d’une cadence de tir améliorée (hommage au « BFG 9000 (en) » de Doom).
Outre les armes, de nombreux bonus sont disponibles dans le jeu. Les plus fréquents, les bonus de soin (sphères dorées redonnant 50 points de vie, sphères jaunes redonnant 25 pdv et sphères vertes redondant 5 pdv) et les bonus d'armure (« Heavy (Red) Armor » donnant 100 points d'armure, « Combat (Yellow) Armor » donnant 50 points d'armure, « Armor Shards » donnant 5 points chacun ; plus l'armure verte dans le mod CPMA/OSP redonnant 25 points d'armure) permettent respectivement de se soigner et d’absorber une partie des dégâts subis par le personnage. En début de partie, chaque joueur dispose de 125 points de vie, qui descendent lentement à 100. Ce montant de 100 pdv est la base, mais il est possible d'acquérir avec des bonus jusqu'à 200 pdv (par ex. avec le power-up « Mega Health »), qui descendront toujours lentement à la base 100. L'armure du joueur peut aussi culminer à 200 points, mais à la différence des points de vie, ne redescend pas automatiquement avec le temps.
Certains bonus plus rares, appelés « power-up » et souvent dissimulés dans des endroits difficiles d’accès ou particulièrement exposés, donnent au joueur des avantages spéciaux temporaires lui permettant par exemple d'infliger plus de dégâts, d'être plus puissant, plus résistant ou de devenir invisible pendant quelques secondes. Ceux-ci comprennent : le  « Mega Health » qui donne 200 pdv ; le « Quad Damage » qui triple les dégâts des armes ; le « Haste » qui accélère le déplacement du joueur et la cadence de tir de ses armes ; le « Regeneration » qui redonne 5 pdv par seconde jusqu'à 200 pdv ; le « Invisibility » qui rend le personnage invisible ; le « Battle Suit » qui entoure le personnage d'une bulle dorée le protégeant des dangers environnementaux tels que la lave, la noyade et les dégâts par éclaboussures — splash damage ; le « Flight », un module anti gravité qui permet de voler, plus deux articles (« items ») qui peuvent être équipés et transportés par le joueur jusqu'à ce qu'ils soient activés avec la touche « utiliser » (un seul « item » transportable à la fois) : « Medkit », une seringue qui soigne instantanément la vie du joueur et « Teleporter » qui envoie le joueur — instantanément et au hasard — dans une autre zone de la carte.

### Interface
L’interface du jeu est similaire à celle de ses prédécesseurs Quake et Quake II. La majeure partie de l’écran est occupée par ce que voit le joueur, c’est-à-dire l’environnement et les ennemis qui lui font face. En bas à droite de cette zone, le joueur peut voir l’arme que tient son avatar ainsi que le score du match en cours. En bas, de gauche à droite, sont indiqués la quantité de munitions dont il dispose dans son chargeur ainsi que les points de vie et d’armure dont le joueur dispose.

### Modes de jeu
Quake III Arena dispose de plusieurs modes de jeu différents. Dans la campagne solo, le joueur peut d’abord choisir l’apparence de son personnage et un des cinq niveaux de difficulté disponibles. Le joueur accède ensuite à une première arène, servant de tutoriel, avant de participer à une série de matchs à mort dans lequel il affronte des bots contrôlés par l’intelligence artificielle du jeu. Après avoir gagné un certain nombre de matchs, le joueur affronte un boss en duel avant d’accéder au niveau supérieur où l’attend une nouvelle série de matchs à morts, sur des cartes différentes, et un nouveau duel contre un boss. Après avoir complété les six premiers niveaux, le joueur affronte le boss final du jeu, Xaero, dans un ultime duel.
Le joueur peut également affronter des bots ou d’autres joueurs en réseau local ou sur Internet dans des parties personnalisées dont il peut définir la difficulté, le mode de jeu, les règles et les adversaires. En plus des matchs à mort et des duels de la campagne solo, le joueur a accès à des modes de jeu supplémentaires incluant la capture du drapeau et le match à mort en équipe.

## Développement

### Équipe de développement
- Programmation : John Carmack, John Cash, Brian Hook
- Conception : Graeme J. Devine
- Conception des cartes : Christian Antkow, Martin Cluney, Brandon James, Jennell Jaquays, Tim Willits
- Artistes : Adrian Carmack, Kevin Cloud, Kenneth Scott, Paul Steed
- Bande originale : Sonic Mayhem, Front Line Assembly

## Versions et extensions

### Versions
Tout comme ses prédécesseurs (Quake et Quake II), Quake 3 fonctionne sur  Microsoft Windows, Linux et Mac OS.
Quake III Arena est sorti sur la console Sega Dreamcast. C'était alors le premier FPS sur console jouable en multijoueur sur Internet.
La musique d'ambiance est de Sonic Mayhem et de Front Line Assembly.

### Extension
Quake III Arena a bénéficié d'une extension officielle, baptisée Quake III Team Arena, développée par id Software et publiée par Activision le 15 décembre 2000. Celle-ci est principalement orientée vers le jeu en équipe en proposant, en plus du mode capture du drapeau (CTF) du jeu original, trois nouveaux modes de jeu : « One Flag CTF », « Overload » et « Harvester ».
Dans One Flag CTF, les équipes se disputent un unique drapeau, situé au centre de la carte, que les joueurs doivent ramener dans la base adverse. Dans Overload, chaque équipe tente de détruire une énorme tête de mort positionnée dans la base adverse. Enfin, dans le mode Harvester, les joueurs doivent collecter les têtes de mort qui apparaissent lorsqu’un joueur meurt, puis les amener à une stèle située au centre de la carte.
Pour accompagner ces nouveaux modes de jeux, seize nouvelles cartes destinées au jeu en équipe font leur apparition, ainsi que des nouvelles armes, bonus et skins (apparences). Au niveau des armes, Team Arena ajoute notamment le chaingun de Doom, un lanceur de mines et un fusil à clous.

### Modifications
Quake III Arena est, par nature, destiné au jeu en réseau. De nombreux mods (versions modifiées du jeu) améliorent ce point, dont voici les plus connus :
- CPMA (Challenge ProMode Arena (en) ; anciennement « Challenge ProMode » [CPM] et, de façon non officielle, « Promode ») :

transforme Quake 3 de façon importante ; de plus, il apporte de lourdes modifications au niveau du comportement physique du jeu, dans l'optique de proposer un jeu plus rapide, comme l'est Quake.
- OSP (Orange Smoothie Productions) :

nombreuses améliorations de Quake III issues de CPMA, aussi bien au niveau du réseau que de l'interface utilisateur (HUD). Ce mode est très utilisé en compétition avec CPMA.
- DeFRaG :

(modifications issues de CPMA) supprime les effets des armes sur le joueur (perte des points de vie) et permet de réaliser des figures acrobatiques en se propulsant de différentes manières, notamment le lance-roquette. C'est le mod qui utilise le plus la physique de Quake, permettant ainsi de redécouvrir le jeu sous un autre aspect. La version 1.9 permet désormais de jouer à plusieurs sur un même serveur.
- Rocket Arena 3 :

la série des Rocket Arena a débuté avec Quake. C'est un mod qui rend le jeu plus basique. Principalement, le jeu se joue en round, les joueurs possèdent toutes les armes dès le début de chaque round et les bonus (items) sont supprimés de la carte.
- Urban Terror :

modifie complètement le jeu original. Urban Terror est un jeu à part entière. La physique du jeu est proche de la réalité et les armes sont contemporaines. Il est souvent comparé avec le mod Counter-Strike pour Half-Life. Ici aussi, le joueur doit choisir entre terroriste ou force d'intervention.
- Reaction Quake :

projette le joueur dans plusieurs environnements très variés : villes, jungle, golf, pyramides égyptiennes, etc. Il a pour avantage de garder la rapidité et la souplesse du moteur original de Quake.
- « Noghost » :

très utilisé, surtout pour le patch 1.16n en mode « instagib » ; rend le jeu « Unlagged », c’est-à-dire qu'il calcule la différence de ping entre les joueurs et modifie les hitbox des personnages de façon plus réalistes, rendant ainsi le jeu plus fluide. Noghost offre aussi une foule d'options de second plan permettant d'avoir des effets spéciaux, tels un fusil plasma rebondissant. Parfait pour les amateurs de railgun. Ce mod est aussi le seul en version 1.16n à disposer d'un anti-cheat mis à jour régulièrement.
- « Mr. Pants' Excessive Overkill » :

ce mod n'affecte en rien l'aspect ou la physique de Quake 3, mais les armes ont un comportement modifié : fréquence de tir bien plus rapide, remplacement des balles par des tirs railgun, ajout de grenades lors de l'impact d'un tir de BFG10K. En revanche, les points de vie et d'armure sont continuellement incrémentés. Ce mod est aussi disponible pour le jeu Unreal.

## Accueil
| Quake III Arena          |      |       |
| Média                    | Nat. | Notes |
| Sur PC (1999)            |      |       |
| Eurogamer                | US   | 9/10  |
| Gamekult                 | FR   | 9/10  |
| Game Revolution          | US   | C+    |
| GameSpot                 | US   | 92 %  |
| Gen4                     | FR   | 4/5   |
| IGN                      | US   | 93 %  |
| Jeuxvideo.com            | FR   | 19/20 |
| Joystick                 | FR   | 90 %  |
| Sur Dreamcast (2000)     |      |       |
| Eurogamer                | US   | 9/10  |
| Gamekult                 | FR   | 8/10  |
| GameSpot                 | US   | 94 %  |
| IGN                      | US   | 92 %  |
| Jeuxvideo.com            | FR   | 18/20 |
| Sur Playstation 2 (2001) |      |       |
| GameSpot                 | US   | 77 %  |
| IGN                      | US   | 88 %  |
| Jeuxvideo.com            | FR   | 17/20 |
| Joystick                 | FR   | 90 %  |

## Utilisation comme jeu compétitif
Le développement multi-joueur de Quake III Arena a amené le jeu à développer une vaste communauté de joueurs compétitifs et, à l'instar de ses prédécesseurs, celui-ci a été largement utilisé dans les tournois de sport électronique professionnels.
Dans le mode compétitif de Quake III, il existe deux jeux distincts, souvent appelés « jeux de règles » (rulesets) : le jeu prêt à l'emploi Quake III Arena, également appelé « vanilla Quake 3 » (VQ3) et le jeu de règles CPM du mod Challenge Pro Mode Arena (en) (CPMA). Le 26 juillet 2006, la Cyberathlete Professional League a choisi le mode de jeu Challenge Pro Arena Arena avec VQ3 comme mod de choix pour ses tournois professionnels, ce qui en fit le mod standard de compétition pour Quake III Arena. Auparavant, Orange Smoothie Productions (OSP) était le mod le plus utilisé du tournoi.
Les compétitions de jeux vidéo suivantes ont organisé des événements Quake III  :
- Cyberathlete Amateur League ;
- Cyberathlete Professional League ;
- Electronic Sports World Cup ;
- QuakeCon ;
- World Cyber Games ;
- Dreamhack.

Ces compétitions ont depuis migré vers des jeux plus récents, ou sont passées à son successeur, Quake Live.

## Postérité

### Moteur graphique
Comme l'id Tech 2 de Quake, le moteur de jeu de Quake III —  l'id Tech 3 — est mis sous licence par id Software permettant ainsi à d’autres développeurs de l’utiliser en échange d’une importante somme d’argent. Bien que devant faire face à la concurrence de l'Unreal Engine développé par Epic Games, l'id Tech 3 reste l'un des moteurs de jeu les plus populaires de l'époque et est donc utilisé pour de nombreux jeux vidéo publiés au début des années 2000, incluant notamment American McGee's Alice, Call of Duty ou Jedi Knight II: Jedi Outcast.
En 2005, l'id Tech 3 est mis sous licence GPL par id Software.

### Quake Live
En 2007, id Software annonce être en train de développer une version de Quake III Arena jouable via navigateur web. Celle-ci est disponible en version bêta à partir de 2009 avant d'être publiée le 6 août 2010. Avec la sortie de Quake Live, il devient alors possible de jouer à Quake III gratuitement via un navigateur après le téléchargement d'un simple programme. Depuis le 7 novembre 2013, le support des navigateurs a cependant été abandonné, Quake Live devenant alors un stand alone fonctionnant sous Windows et disponible en téléchargement.
Depuis le 27 octobre 2015, le jeu n'est plus gratuit et doit être acheté, et les options d'abonnements ont été abandonnées, avec obligation de jouer sous Steam.

### Suite
Après la sortie de Quake III et de Quake III Team Arena, id Software se concentre sur le développement d'une nouvelle génération de moteur de jeu, baptisé id Tech 4, dont ils font la démonstration avec la publication de Doom 3 en 2004. Ils confient ensuite le développement d'un nouveau Quake au studio Raven Software. Baptisé Quake 4, ce dernier est publié en 2005 et propose une véritable campagne solo, son mode multijoueur étant en revanche très proche de celui de Quake III.
L'id Tech 4 est ensuite utilisé par Splash Damage pour le développement de Enemy Territory: Quake Wars qui sort en 2007.

### Application en intelligence artificielle
En 2018, une équipe de chercheurs de Google DeepMind affirme avoir conçu un programme d'intelligence artificielle capable de battre les champions humains de Quake III avec les bots intégrés au jeu.
N'ayant reçu aucune information avant de commencer à jouer, ces bots ont joué des milliers de parties entre eux, apprenant de leurs erreurs pour perfectionner leur tactiques. À chaque nouvelle partie, une nouvelle map (zone de jeu) du jeu était générée automatiquement, permettant de compliquer la tâche aux bots. Les trente bots conçus par Google DeepMind se sont affrontés sur un demi-million de parties de Quake III afin de maîtriser l’environnement et les différentes tactiques et stratégies inhérentes au jeu.
Par la suite, un tournoi est organisé entre des binômes de machines contre des binômes humains, ainsi que des duos mixtes humains/machines entre eux. Selon DeepMind, les équipes de bots atteignirent un taux de victoire probable de 74 %. En termes de comparaison, les très bons joueurs humains n’ont atteint que 52 % de taux de victoire.
Par ailleurs, les chercheurs ont observé que la probabilité de victoire par les bots baissait si le nombre de membres dans l'équipe augmentait. Cela s'explique par le fait que l'intelligence artificielle apprend à jouer au jeu en solo, mais ne comprend pas encore complètement la notion de coopération, souvent capitale dans un jeu en équipe. Ce paramètre était l'un des objets de cette expérience, visant à améliorer la conscience collective des IA, ce qui est un point déterminant dans le développement d’une espèce.